# Iphicles
Trong thần thoại Hy Lạp, Iphicles (/ˈɪfɪˌkliːz/ hoặc /ˈaɪfɪˌkliːz/; tiếng Hy Lạp cổ: Ἰφικλῆς Iphiklēs) (còn được gọi là Iphiclus) là em trai cùng mẹ khác cha với Heracles và là một thợ săn trong cuộc săn lợn rừng Calydonian.

## Gia đình
Iphicles là con trai của Alcmene với người chồng trần thế của bà là Amphitryon, trong khi đó Heracles là con trai của bà với Zeus. Iphicles còn có một em gái tên Laonome, người kết hôn với Euphemus hoặc Polyphemus. Iphicles có với người vợ đầu Automedusa (con gái của Alcathous) một người con trai tên Iolaus, người sau này trở thành bạn đồng hành của Heracles. Sau đó, Iphicles lại có hai người con khác với Pyrrha, con gái út của Creon.

## Thần thoại
Iphicles được sinh ra sau người anh cùng mẹ khác cha Heracles một đêm. Khi những con rắn do Hera hoặc Amphitryon phái tới bò lên nôi của hai anh em, Iphicles đã hoảng sợ, còn Heracles thì đã dũng cảm bóp cổ rắn. Iphicles lớn lên trở thành một chàng trai khỏe mạnh nhưng không thể nào sánh bằng người anh trai nổi tiếng của mình. Khi Heracles bị Hera phù phép hóa điên, người anh hùng này đã ném hai người con của em trai mình với Pyrrha vào ngọn lửa, kết quả là hai người con đó đã chết.
Tuy nhiên, Iphicles vẫn cùng Heracles đi chinh phạt thành Troy, bởi vì vua Laomedon đã từ chối trao cho Heracles đôi ngựa thần như đã hứa với anh trước đây. Đặt chân đến thành Troy, Heracles đưa Iphicles và Telamon vào thành để đòi lại đôi ngựa, nhưng họ lại bị vua Laomedon tống giam vào ngục. Hoàng tử Priam, con trai của nhà vua không đồng tình với quyết định của cha mình, anh đã trao hai thanh kiếm cho hai vị anh hùng, đồng thời nói ra kế hoạch của Laomedon muốn làm với Heracles. Ngay khi Iphicles và Telamon nghe được điều này, họ dùng những thanh kiếm vừa được tặng để giết những tên lính canh, rồi họ quay trở về tiết lộ cho Heracles biết âm mưu của nhà vua. Sau đó, Heracles cùng người của mình tới tìm nhà vua và giết ông ta.
Khi Heracles hoàn thành mười hai kỳ công của mình, vua Eurystheus vu khống cho anh rồi ra lệnh cho anh cùng Alcmene và Iphicles phải rời khỏi Tiryns. Đây là lý do vì sao Iphicles đến Arcadia, nơi mà anh đã tham gia cuộc chinh phạt của Heracles để trừng trị vua Hippocoon của thành Sparta. Trong trận chiến tiếp theo, Iphicles bị giết. Heracles không thể nào nguôi ngoai trước cái chết của em trai mình, anh đã tình nguyện đi lưu vong ở thành phố khác.
Trong vài dị bản, Iphicles tham gia chiến đấu trong trận chiến đầu tiên của Heracles chống lại những người Elean và Augeas. Anh bị Molionides của thành Elis tấn công làm trọng thương. Trong tình trạng bị ngất xỉu, Iphicles được những người họ hàng khiêng tới Pheneus, quê hương của Laonome (bà nội anh). Anh được Buphagus, một người dân của Pheneus và vợ của Buphagus là Promne điều trị tận tâm. Họ đã chôn cất anh khi anh qua đời vì trọng thương; và người ta đã xây một đền thờ để tôn vinh anh là một vị anh hùng.